# Tipula (Eumicrotipula) exilis
Tipula (Eumicrotipula) exilis is een tweevleugelige uit de familie langpootmuggen (Tipulidae). De soort komt voor in het Neotropisch gebied.